# Teucrium coahuilanum
Teucrium coahuilanum är en kransblommig växtart som beskrevs av Billie Lee Turner. Teucrium coahuilanum ingår i släktet gamandrar, och familjen kransblommiga växter. Inga underarter finns listade i Catalogue of Life.